# Shenstone, Staffordshire
Shenstone är en ort och civil parish i Storbritannien.   Den ligger i grevskapet Staffordshire och riksdelen England, i den södra delen av landet, 170 km nordväst om huvudstaden London. Shenstone ligger 99 meter över havet och antalet invånare är 2 179.
Terrängen runt Shenstone är platt. Runt Shenstone är det ganska tätbefolkat, med 222 invånare per kvadratkilometer. Närmaste större samhälle är Birmingham, 17,4 km söder om Shenstone. Trakten runt Shenstone består till största delen av jordbruksmark.